# Champdani
Champdani ist eine Stadt im indischen Bundesstaat Westbengalen. Die Stadt ist Teil der Agglomeration Kolkata und liegt am linken Ufer des Flusses Hugli.
Die Stadt gehört zum Distrikt Hugli. Champdani hat den Status einer Municipality. Die Stadt ist in 22 Wards (Wahlkreise) gegliedert.

## Demografie
Die Einwohnerzahl der Stadt liegt laut der Volkszählung von 2011 bei 111.251. Champdani hat ein Geschlechterverhältnis von 874 Frauen pro 1000 Männer und damit einen für Indien üblichen Männerüberschuss. Die Alphabetisierungsrate lag bei 81,9 % im Jahr 2011. Knapp 72 % der Bevölkerung sind Hindus, ca. 27 % sind Muslime und ca. 1 % gehören einer anderen oder keiner Religion an. 11,1 % der Bevölkerung sind Kinder unter 6 Jahren. Bengali ist die Hauptsprache in und um die Stadt.

## Infrastruktur
Durch die Eisenbahnstation von Champdani ist die Innenstadt von Kolkata zu erreichen. Zwischen beiden Städten verkehren auch regelmäßig Busse.